# Xu Haiyan
Xu Haiyan (* 24. November 1984) ist eine chinesische Ringerin. Sie wurde 2006 Vizeweltmeisterin in der Gewichtsklasse bis 63 kg Körpergewicht.

## Werdegang
Xu Haiyan begann als Jugendliche mit dem Ringen. Sie war Studentin, trat aber bald in die chinesische Volksarmee ein und wurde Mitglied des Armee-Ringer-Club Peking. Seit 2000 wird sie von Qu Zhongdong trainiert.
Ihren ersten Start auf der internationalen Ringerbühne absolvierte sie beim Welt-Cup, einem Mannschaftswettbewerb mit Einzelwertung, in Levallois im Jahre 2001. Dabei teilte sie sich den Platz in der chinesischen Mannschaft mit Meng Lili.
2002 gewann sie bei den Universitäten-Weltmeisterschaften in Edmonton in der Gewichtsklasse bis 63 kg hinter Malgorzata Bassa-Roguska aus Polen und Viola Yanik aus Kanada eine Bronzemedaille. Im gleichen Jahr wurde sie in Busan Siegerin bei den Asienspielen und besiegte dabei im Endkampf die am Anfang ihrer Karriere stehende Japanerin Kaori Icho, die später Olympiasiegerin und vielfache Weltmeisterin wurde. Im November 2002 startete sie bei den Weltmeisterschaften in Chalkida/Griechenland und besiegte in der Gewichtsklasse bis 63 kg zunächst Raia Valeriana Raitschewa, Bulgarien, Olga Chilko, Belarus und Nikola Hartmann-Dünser, Österreich, eine frühere Weltmeisterin. Dann unterlag sie aber gegen Sara Eriksson aus Schweden und Lene Aanes aus Norwegen und rutschte dadurch auf den 4. Platz ab.
Bei den Weltmeisterschaften 2003 in New York hatte Xu Haiyan noch weniger Glück. Nach gewonnenem ersten Kampf, sie besiegte dabei Michala Kriskova-Spourtsova aus Tschechien, verlor sie gegen Aljona Kartaschowa aus Russland und da diese den Endkampf nicht erreichte, schied sie aus und landete auf dem 11. Platz.
Nach diesem Misserfolg wurde sie in den Jahren 2004 und 2005 bei keinen internationalen Meisterschaften mehr eingesetzt.
Ein Comeback feierte Xu Haiyan dann im Jahre 2006. Sie belegte beim Welt-Cup in Nagoya in der Gewichtsklasse bis 63 kg hinter Kaori Icho den 2. Platz und besiegte bei den Weltmeisterschaften dieses Jahres in Guangzhou u. a. Ljubow Michailowna Wolossowa aus Russland und Helena Alandi aus Schweden. Im Endkampf unterlag sie nur knapp gegen Kaori Icho (0:2 Runden, 0:1, 0:1 Punkte). Sie wurde damit Vizeweltmeisterin. Bei den Asien-Spielen 2006 im Dezember 2006 in Doha unterlag sie im Halbfinale erneut gegen Kaori Icho, erkämpfte sich aber dort noch eine Bronzemedaille.
2007 wurde Xu Haiyan in Bischkek Asienmeisterin vor Jelena Schalygina aus Kasachstan und Hang Jin-young aus Südkorea. Bei den Weltmeisterschaften 2007 in Baku siegte sie in der Gewichtsklasse bis 63 kg gegen Teodora Dimitrowa aus Bulgarien und Maite Piva aus Italien, unterlag dann aber gegen Kaori Icho und Sara McMann aus den Vereinigten Staaten und erreichte nur den 8. Platz.
Sie wurde vom chinesischen Ringerverband aber trotzdem bei den Olympischen Spielen in Peking eingesetzt. Aber auch dort gelang ihr kein durchschlagender Erfolg. Sie siegte zwar über Badrachyn Odontschimeg aus der Mongolei, unterlag aber anschließend gegen Martine Dugrenier aus Kanada knapp nach Punkten (1:2 Runden, 4:4 Punkte). Da Martine Dugrenier nur den 5. Platz belegte, kam sie nicht in die Trostrunde und in der Endabrechnung nur auf den 9. Platz.
Danach war sie in den nächsten drei Jahren nur bei der Militär-Weltmeisterschaften 2010 in Lahti/Finnland am Start und siegte dort in der Gewichtsklasse bis 63 kg vor Monika Ewa Michalik aus Polen und Stefanie Stüber aus Deutschland.
Im Jahre 2012 wurde sie dann bei den Asien-Meisterschaften in Gumi/Südkorea eingesetzt und siegte dort in ihrer angestammten Gewichtsklasse vor Hou Min-Wen aus Taiwan, Tatjana Sacharowa aus Kasachstan und Rio Watari, Japan.

## Internationale Erfolge
| Jahr | Platz | Wettbewerb                             | Gewichtsklasse | Ergebnisse |
| 2001 | 5.    | Welt-Cup in Levallois                  | bis 62 kg      | Siegerin: Rena Iwama, Japan vor Meng Lili, China |
| 2002 | 3.    | Universitäten-WM in Edmonton           | bis 63 kg      | hinter Malgorzata Bassa-Roguska, Polen und Viola Yanik, Kanada, vor Stefanie Stüber, Deutschland                                                                                          |
| 2002 | 1.    | Asienspiele in Busan                   | bis 63 kg      | vor Kaori Icho, Japan und Otschirbatyn Mjagmarsüren, Mongolei |
| 2002 | 4.    | WM in Chalkida/Griechenland            | bis 63 kg      | nach Siegen über Raia Valeriana Raitschewa, Bulgarien, Olga Chilko, Belarus und Nikola Hartmann-Dünser, Österreich und Niederlagen gegen Sara Eriksson, Schweden und Lene Aanes, Norwegen |
| 2003 | 11.   | WM in New York                         | bis 63 kg      | nach einem Sieg über Michala Krizkova-Spoutsova, Tschechien und einer Niederlage gegen Aljona Kartaschowa, Russland                                                                       |
| 2006 | 2.    | Welt-Cup in Nagoya                     | bis 63 kg      | hinter Kaori Icho, vor Sara McMann, USA und Anna Polownewa, Russland |
| 2006 | 2.    | WM in Guangzhou                        | bis 63 kg      | nach Siegen über Michala Krizkova-Spoutsova, Agoro Papavasileiou, Griechenland, Ljubow Michailowna Wolossowa, Russland und Helena Alandi, Schweden und einer Niederlage gegen Kaori Icho  |
| 2006 | 3.    | Asien-Spiele in Doha                   | bis 63 kg      | hinter Kaori Icho und Geetika Jakhar, Indien, gemeinsam mit Badrachyn Odontschimeg, Mongolei                                                                                              |
| 2007 | 1.    | Asien-Meisterschaften in Bischkek      | bis 63 kg      | vor Jelena Schalygina, Kasachstan und Hang Jin-young, Südkorea |
| 2007 | 8.    | WM in Baku                             | bis 63 kg      | nach Siegen über Teodora Dimitrowa, Bulgarien und Maite Piva, Italien und Niederlagen gegen Kaori Icho und Sara McMann                                                                    |
| 2008 | 9.    | OS in Peking                           | bis 63 kg      | nach einem Sieg über Badrachyn Odontschimeg und einer Niederlage gegen Martine Dugrenier, Kanada                                                                                          |
| 2010 | 1.    | Militär-WM in Lahti/Finnland           | bis 63 kg      | vor Monika Ewa Michalik, Polen und Stefanie Stüber |
| 2012 | 1.    | Asien-Meisterschaften in Gumi/Südkorea | bis 63 kg      | vor Hou Minh-Wen, Taiwan, Tatjana Sacharowa, Kasachstan und Rio Watari, Japan |

## Erläuterungen
- alle Wettkämpfe im freien Stil
- OS = Olympische Spiele, WM = Weltmeisterschaften